# 231 PO 3641 à 3680
Les 231 PO 3641 à 3680 sont des locomotives à vapeur de type Pacific de la compagnie du chemin de fer de Paris à Orléans. Elles sont de type compound et ont été commandées par le ministère des Travaux Publics en 1920. Elles forment une série de 40 locomotives immatriculées 231 PO 3641 à 3680.
Elles assurent des trains rapides de voyageurs, mais sont délaissées au profit des machines de la compagnie. Ceci en raison de leur foyer de type « Crampton », auquel la compagnie préferais les boites à feu carrées de type « Belpaire ».
- En 1929 10 locomotives, sont vendues au Réseau ferroviaire d'Alsace-Lorraine et immatriculées : 1351 à 1360 ex-231 PO 3671 à 3680
- En 1933 10 locomotives, sont vendues à l'AL et immatriculées : 1361 à 1370 ex-231 PO 3661 à 3670
- En 1934 20 locomotives, sont attribuées à l'Administration des chemins de fer de l'État et immatriculées : 231 État 401 à 420 ex-231 PO 3641 à 3660

## Caractéristiques
Les caractéristiques et l'allure de ces machines sont identiques à celles des 231 État 231-501 à 783.
- Pression de la chaudière : 17 kg/cm2
- Surface de grille : 4,27 m2
- Surface de chauffe : 212 m2
- Surface de surchauffe : 63,5 m2
- Diamètre et course des cylindres HP : 420 mm × 650 mm
- Diamètre et course des cylindres BP : 640 mm × 650 mm
- Diamètre des roues du bogie : 970 mm
- Diamètre des roues motrices : 1950 mm
- Diamètre des roues du bissel : 1240 mm
- Masse à vide : 87 t
- Masse en ordre de marche : 97 t
- Masse adhérente : 55 t
- Longueur hors tout : 13,665 m
- Masse du tender en ordre de marche : 60,4 t
- Masse totale : 157,4 t
- Vitesse maxi en service : 120 km/h